# 1305
Évszázadok: 13. század – 14. század – 15. század
Évtizedek: 1250-es évek – 1260-as évek – 1270-es évek – 1280-as évek – 1290-es évek – 1300-as évek – 1310-es évek – 1320-as évek – 1330-as évek – 1340-es évek – 1350-es évek
Évek: 1300 – 1301 – 1302 – 1303 –  1304 – 1305 – 1306 – 1307 – 1308 – 1309 – 1310

## Események

### Határozott dátumú események
- április 4. – I. Johanna navarrai királynő halála után fia Lajos (I. Lajos néven) lép a navarrai trónra.
- június 5. – V. Kelemen pápa megválasztása.[1]
- június 21. – III. Vencel trónra lépése Csehországban és Lengyelországban.
- augusztus 18. – Vencel magyar, cseh és lengyel király békét köt Albert német királlyal. A béke feltételei között szerepel, hogy lemond magyar királyi címéről és a Szent Koronát átadja Károly Róbertnek.
- október 9. – Vencel Brünnben lemond magyar királyi címéről, majd a Szent Koronát III. Ottó bajor hercegnek adja át.[2]
- november 14. – Felszentelik V. Kelemen pápát.
- december 6. – Rád nembeli Benedek veszprémi és Antal csanádi püspök Székesfehérváron Bajor Ottót magyar királlyá koronázza,[3] aki ezután bevonul Budára.

### Határozatlan dátumú események
- az év folyamán – 
  - Péter pécsi kanonok foglalja el a pécsi püspöki széket.[4]
  - V. Hugó burgundi herceg trónra lépése.

## Születések
- szeptember 29. – XIV. Henrik, bajor herceg († 1339)

Bizonytalan dátum
- Aragóniai Izabella német királyné († 1330)
- Asikaga Takaudzsi sógun († 1358)
- Piast Erzsébet magyar királyné († 1380)

## Halálozások
- március 19. – Blanche, III. Fülöp francia király lánya.
- április 4. – I. Johanna navarrai királynő.
- június 21. – II. Vencel cseh király (* 1271)
- augusztus 23. – William Wallace a skót felkelés vezére
- II. Róbert burgundi herceg
- Kamejama japán császár